# Loi portant modernisation du marché du travail
Lire en ligne

Loi no 2008-596 du 25 juin 2008 portant modernisation du marché du travail

La loi no 2008-596 du 25 juin 2008 portant modernisation du marché du travail a été proposée par le gouvernement Fillon (UMP). 
L'article 2 crée la rupture conventionnelle.
Le reçu pour solde de tout compte est de nouveau obligatoire, l'article L. 1234-20, résultant de l'article 4 de la loi du 25 juin 2008, précise que le solde de tout compte, établi par l'employeur, et dont le salarié lui donne reçu, fait l'inventaire des sommes versées au salarié. 
L'article 9 abroge le contrat nouvelles embauches (CNE) créé par l'ordonnance du 2 août 2005 du gouvernement Villepin (UMP).
Très inspirée par les revendications du MEDEF (doublement de la période d'essai, invention de la rupture conventionnelle, limitation des prud'hommes), cette loi était censée doper l'emploi et faire diminuer le chômage. Si les entreprises ont accueilli très favorablement ces mesures en leur faveur, le chômage ne semble pas en avoir été affecté puisqu'il est passé de 7 à 8 % un an après la mise en application de la loi.[source insuffisante]